# Vanonus brevicornis
Vanonus brevicornis is een keversoort uit de familie schijnsnoerhalskevers (Aderidae). De wetenschappelijke naam van de soort werd in 1869 gepubliceerd door Jean Pierre Omer Anne Édouard Perris.